# Plenowo
Plenowo (deutsch Plönhöfen) ist ein kleiner Ort in der polnischen Woiwodschaft Ermland-Masuren und gehört zur Gmina Reszel (Stadt- und Landgemeinde Rößel) im Powiat Kętrzyński (Kreis Rastenburg).

## Geographische Lage
Zwischen Legiener See (polnisch Jezioro Legińskie) und Widrinner See (Jezioro Widryńskie) liegt Plenowo in der nördlichen Mitte der Woiwodschaft Ermland-Masuren. Die Stadt Reszel (deutsch Rößel) liegt neun Kilometer in nördlicher Richtung, die Kreisstadt Kętrzyn (Rastenburg) 18 Kilometer in nordöstlicher Richtung entfernt.

## Geschichte
1391 verlieh der Bischof Ermlands Heinrich III. Sorbom die Handfeste nach der Agrarverfassung des Deutschordensstaates dem Freihof Plonhöfen. Der vor 1785 Plenowen und nach 1785 Plönhöwen genannte Ort bestand aus mehreren Gehöften und einer Ziegelei. 1785 wurde Plönöfen als „köllmisches Dorf“ mit fünf Feuerstellen erwähnt. 1874 wurde es in den neu errichteten Amtsbezirk Loßainen (polnisch Łężany) eingegliedert, der bis 1945 bestand und zum Kreis Rößel im Regierungsbezirk Königsberg (ab 1905: Regierungsbezirk Allenstein) in der preußischen Provinz Ostpreußen gehörte. Im Jahre 1905 zählte die Landgemeinde Plönhöfen 36 Einwohner. Wenige Jahre später wurde sie in die Nachbargemeinde Loßainen (Łężany) eingegliedert.
In Kriegsfolge kam Plenowo 1945 mit dem gesamten südlichen Ostpreußen zu Polen und erhielt die polnische Namensform „Plenowo“. Heute ist es eine Ortschaft innerhalb der Stadt- und Landgemeinde Reszel (Rößel) im Powiat Kętrzyński (Kreis Rastenburg), bis 1998 der Woiwodschaft Olsztyn, seither der Woiwodschaft Ermland-Masuren zugehörig.

## Kirche
Bis 1945 bestand für Plönhöfen der Bezug zur evangelischen Kirche in Rößel in der Kirchenprovinz Ostpreußen der Kirche der Altpreußischen Union. Katholischerseits war der Ort in die Pfarrkirche in Legienen (polnisch Leginy) im damaligen Bistum Ermland eingepfarrt.
Heute gehört Plenowo zur evangelischen Kirche Warpuhnen (polnisch Warpuny) oder auch zur Pfarrei in Kętrzyn, beide in der Diözese Masuren der Evangelisch-Augsburgischen Kirche in Polen gelegen. Katholischerseits besteht weiterhin die Verbindung nach Leginy (Legienen), jetzt im Erzbistum Ermland gelegen.

## Verkehr
Plenowo liegt an einer Nebenstraße, die Śpiglówka (Spieglowken, 1938 bis 1945 Spiegelswalde) über Widryny (Widrinnen) mit Plenowo verbindet. Eine Bahnanbindung gibt es nicht.